# Slaget vid Lund
Slaget vid Lund var ett fältslag under skånska kriget som stod den 4 december 1676 i ett område norr om staden Lund i Skåne. Striden stod mellan den invaderande danska armén bestående av ungefär 13 000 soldater under Kristian V och den svenska armén bestående av ungefär 8 000 soldater under Karl XI. Det är ett av de blodigaste slag som stått på nordisk mark. Förlusterna var cirka 70 procent på båda sidorna, 9 000 danska soldater och 5 000 soldater på den segrande svenska sidan.

## Bakgrund och förberedelser
Efter den svenska förlusten i slaget vid Fehrbellin under juni 1675 och ett antal danska triumfer till sjöss hade den svenska militären fullt upp med att försvara sitt svaga grepp om sina besittningar i Brandenburg och Pommern.
Danskarna såg detta som ett bra tillfälle att återta kontrollen över Skåneland, som hade tillfallit Sverige genom freden i Roskilde 1658. Danskarna invaderade Skåne via Helsingborg i slutet av juni 1676 med en armé på 14 000 man, där de även fick stöd från den lokala bondebefolkningen. Detta försvårade kraftigt de underlägsna svenska truppernas förmåga att försvara Skåneland. Efter en månad förblev bara den befästa staden Malmö under svensk kontroll.
I augusti försökte ett danskt detachement tåga norrut, men den svenske kungen Karl XI hade förberett en ny armé i Småland, och den danska framryckningen stoppades under slaget vid Halmstad. Svenskarna hade samlat 14 000 soldater från oktober, varav tre fjärdedelar var ryttare, och de kände sig säkra nog att marschera söderut. De stred långsamt vidare i ett försök att bryta belägringen av Malmö. De svenska försörjningslinjerna var mycket svaga, på grund av upprepade angrepp från lokala bönder under ledning av danska officerare.
I början av november var den danske kungen och hans armé förlagda vid Skälshög nära Lund, söder om Kävlingeån. Danskarna kontrollerade alla flodövegångar, och den svenska armén tvingades att slå läger vid Lilla Harrie, norr om ån. Efter en månads väntan kom snön under slutet av november och ån började frysa. På morgonen den 3 december rapporterade generalkvartermästaren Erik Dahlbergh till Karl XI om att isen skulle hålla arméns vikt. Danskarna antog att svenskarna hade gått i vinterkvarter och att de inte skulle gå till anfall förrän till våren.

## Slagordning
Den svenska hären placerades med infanteriet och artilleriet i mitten och rytteriet på de båda sidorna, ordnat på två linjer. Hären bestod av 2 000 fotsoldater, 6 000 ryttare och 12 kanoner.
Högra flygeln bestod av överste Gotthard Johan von Budbergs finska dragoner, kungens drabanter under Hans Henrik von Siegroth, livregementet under Nils Bielke, överste Baranoffs finska ryttare, adelsfanan under överste Drake samt överstar von Posts, Günthersbergs, Ramsvärds och Rehnskölds regementen, sammanlagt 19 skvadroner om 1 913 män och stod under general Rutger von Aschebergs befäl. Första linjen fördes under befäl av generallöjtnant Otto Wilhelm von Fersen och den andra under generalmajor Johan Leonard Wittenberg. Vid denna flygel befann sig även kungen, som förde överbefälet över hela hären, och närmast honom fältmarskalken Simon Grundel-Helmfelt.

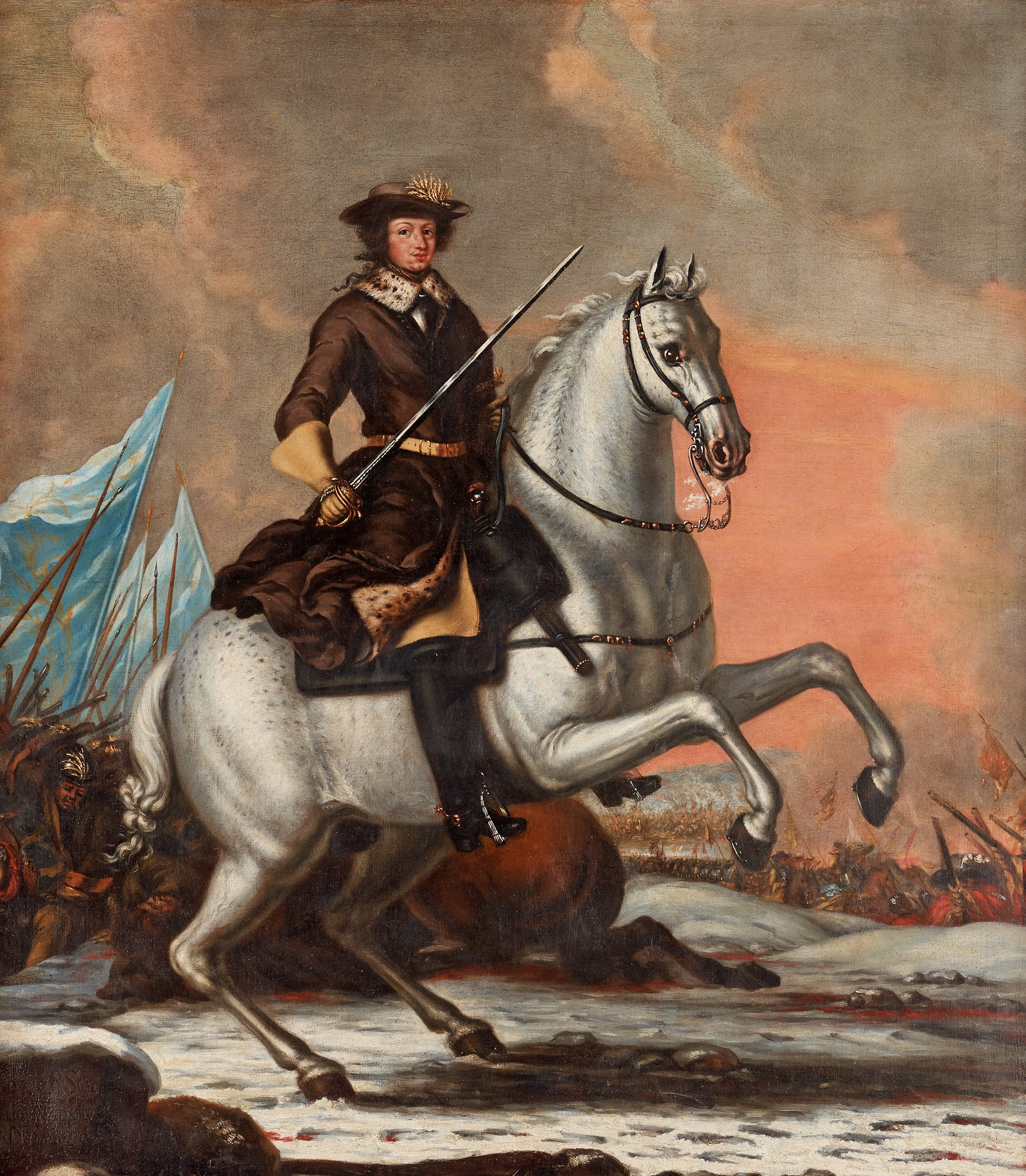
Karl XI under slaget vid Lund, målning av David Klöcker Ehrenstrahl från 1682. Kungen bär en loskinnsfodrad rock, gula älghudshandskar, hatt med en liten sädeskärve och rider på Brilliant

Hatt buren av Karl XI vid slaget vid Lund - Livrustkammaren

Vänstra flygeln bestod av Smålands ryttare under överste Elias von Hagendorn, Västgöta ryttare under överste Per Hierta, överste Bernhard von Mellins finska ryttare, överste Herman von Burghausens finska dragoner, nya adelsfanan under överste Robert Lichton och drottningens livregemente under överste Hans Wachtmeister, tillsammans 19 skvadroner om 2 222 man. Flygeln kommenderades av generallöjtnant Johan Galle, första linjen direkt under Galle, den andra under generalmajor Johan Benedict von Schönleben.
Centern bestod av fotgardet under överste Kristofer Gyllenstierna, Skaraborgs regemente under Friedrich Börstell, Dalregementet under Hans Abraham Kruse, Västgöta-Dals regemente under Lars Mörner, Hälsinge regemente under Georg Fredrik von Ascheberg, Närkes regemente under Tomas Thomson, Västerbottens regemente under Zacharias Ribbing samt norrländska tremänningar under Per Larsson Örnklo, tillsammans 10 brigader om 1 650 man. Därtill kom i andra linjen två skvadroner av Budbergs och 1 skvadron av Burghausens finska dragoner, 2 av gamla Östgöta ryttare under överste Otto Vellingk samt 1 skvadron Smålands ryttare under Abraham Cronhjort. Centern, liksom direkt dess första linje, kommenderades av generallöjtnant Martin Schultz samt andra linjen särskilt av generalmajor Barthold de Mortaigne. Centern räknade tillsammans 2 205 man.
Den danska hären var organiserad snarlikt den svenska, med fotfolket och artilleriet i mitten och rytteriet på flyglarna och indelat i två linjer. Den högra flygeln om 21 skvadroner stod under Friedrich von Arensdorffs befäl, den vänstra om 19 skvadroner ryttare och 3 skvadroner dragoner stod under Carl von Arenstorffs befäl. Vid den vänstra flygeln befann sig även kungen, liksom hans bror Georg av Danmark. Centern som bestod av 17 brigader fotfolk anfördes av generallöjtnant Banditz. Den danska hären bestod av 5 000 fotsoldater, 6 000 ryttare, 1 300 nederländska matroser och 56 kanoner i olika kaliber – sammanlagt 13 000 man.

## Slaget

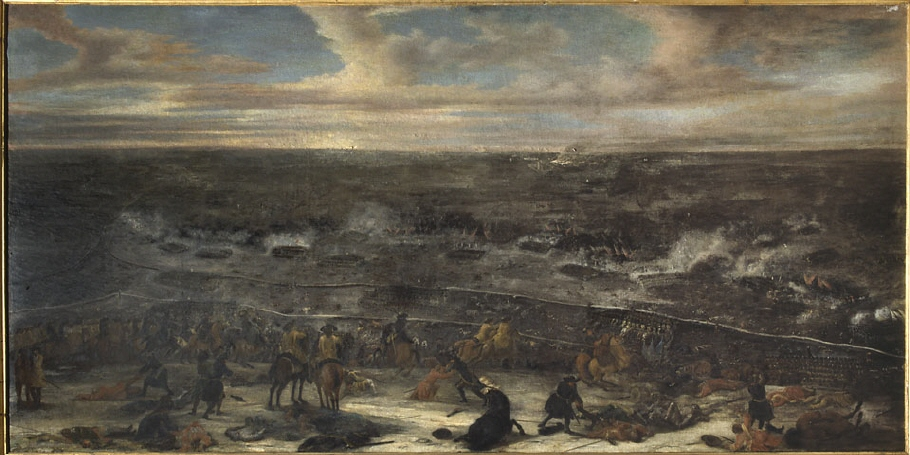
Målning visar en episod under slaget där Karl XI längst till vänster synes för svenska trupper jaga fienden ut på fältet. I bakgrunden slätt och den brinnande byn Vallkärra. Oljemålning från 1696 av Johann Philip Lemke.

Ungefär klockan halv tre på morgonen den 4 december korsade de svenska trupperna den tillfrusna Kävlingeån vid Rinnebäcksvad för att kunna gå till anfall mot det danska härlägret. Svenskarna planerade att överraska det sovande danska lägret med kavalleri från sydost. En framryckning visade sig dock vara alldeles för svår på grund av alla gärdesgårdar och diken som låg i vägen. De svenska trupperna gick i stället mot Lund för att kunna inta Helgonabacken och andra höjder omedelbart norr om staden. Med dessa kunde kavalleriet få bättre terräng och själva staden skulle täcka den södra svenska flygeln. Detta hade dock den danska arméledningen insett och satte sig också i rörelse mot söder för att kunna inta höjderna före de svenska trupperna. Klockan halv nio kom båda styrkorna fram ungefär samtidigt och gick genast i strid med varandra på dåvarande Väderkvarnshöjden, där nu kvarteret Bryggeriet ligger, där Kävlingevägen och Getingevägen möts vid norra ändan av Bredgatan. Den första skärmytslingen stod mellan den svenska högerflygeln och den danska vänsterflygeln, och slutade oavgjort. Höjderna intogs av svenskarna, och danskarna slogs tillbaka mot öst.
Huvudstriden började vid klockan nio vid soluppgången. Frontlinjen sträckte sig nu en kilometer från norr till söder, med danskarna i öst och svenskarna i väst. Karl XI ledde själv den svenska högerflygeln i en flankmanöver och efter en timmes strid, där Carl von Arensdorff blev svårt skottskadad, gav den danska vänsterflygeln vika, drevs mot nordöst mot Galgbacken och inledde en oordnad reträtt norrut. Den svenska högerflygeln med kungen själv, överbefälhavaren Simon Grundel-Helmfelt och chefen för kavalleriet Rutger von Ascheberg, deltog i förföljandet till det danska lägret och vidare norrut till Kävlingeån och högg ner alla eftersläntrare som de fick tag i. Bland dem som lyckades fly över ån var kung Kristian och hans bror Georg. Den danska trossen plundrades, och vissa officerare vid det danska lägret försökte hindra svenskarna, men många danskar tvingades tillbaka mot isen. Isen kunde inte bära tyngden och ett stort antal av den återstående danska vänsterflygelns ryttare drunknade i det iskalla vattnet.
Samtidigt hade de båda arméernas center drabbat samman norr om Lund. Friedrich Arensdorff fick överbefälet för den danska armén efter att Carl Arensdorff blev sårad och Kristian V var frånvarande. Före drabbningen uppstod en duell mellan den svenska kaptenen Bernhard von Liewen och en dansk kapten, där Liewen segrade. Efter duellen bombarderades svenskarna av danska kanoner, och de blev senare anfallna av danskt infanteri, som erövrade svenskarnas artilleri. Vid tiotiden gjorde den danska högerflygeln en omfattningsmanöver mot den svenska vänsterflygeln, den sistnämnda led stora förluster och dess befälhavare Johan Galle stupade. Generalmajor Johan Benedict Schönleben övertog ledningen och bröt igenom danskarnas omslutning med sina återstående ryttare. Vid tolvtiden gör den svenska centern en motattack som upplöser den danska centern. Efter detta drar sig båda sidorna tillbaka för att omgruppera.

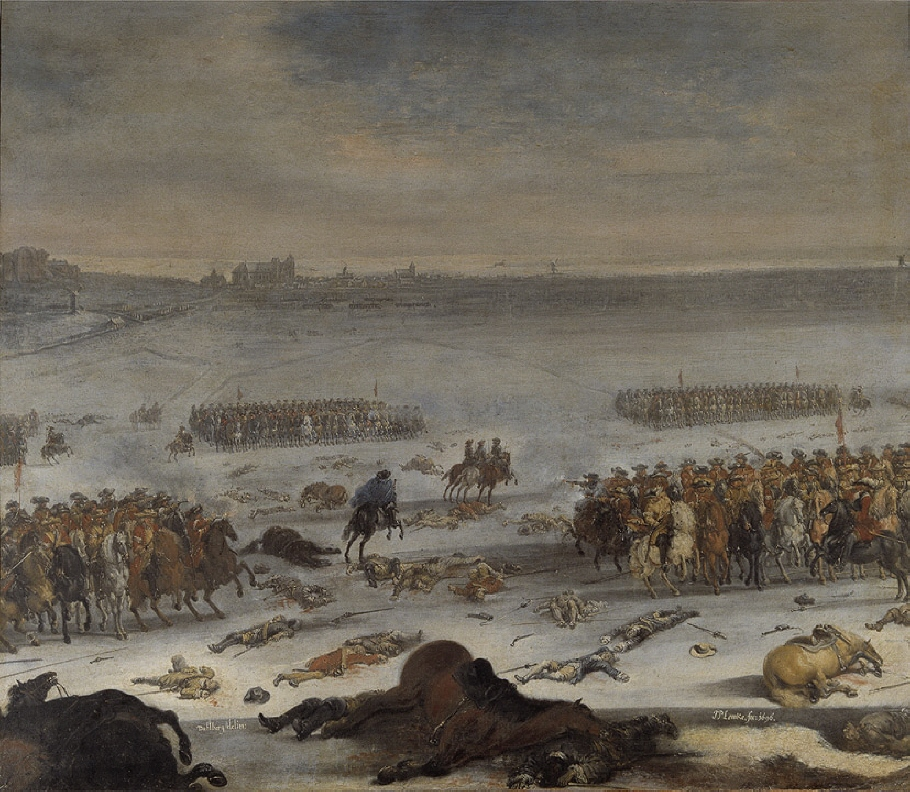
Målning visar en episod under slaget där Karl XI, jämte Rutger von Ascheberg och Erik Dahlbergh, spränger igenom de danska linjerna, dit de förirrat sig. Oljemålning från 1696 av Johann Philip Lemke.

Erik Dahlbergh red norrut för att hitta den svenska högerflygeln som leddes av kungen. Denne hade i det tidigare skedet gett sig hän åt förföljandet av den danska retirerande häravdelningen och övergett huvudstyrkan. Dahlbergh lyckades hitta kungen och berättade att de svenska trupperna befanns sig i ett svårt läge. Kungen samlade då ihop nio skvadroner från den utspridda vänsterflygeln och red i ilfart mot Lund. Vid ettiden drabbade arméerna vid Lund samman på nytt. Striden böljade fram och tillbaka och ammunitionsbrist började uppstå i arméerna. När den svenske kungen och de nio skvadronerna återkom till Lund vid tretiden, då danskarna gjorde förberedelser för ett sista anfall, gick de genast till anfall mot den danska vänsterflygeln. Denna tog till flykten, men Karl XI:s skvadroner led stora förluster.
| ”                                      | Bröder, visa er nu som ärliga män och jag försäkrar att den gode Guden skall ge oss segern | „ |
| – Karl XI till sina soldater vid Lund. |                                                                                            |   |

Kungen själv, Rutger von Ascheberg, Erik Dahlbergh och tre ryttare lyckades ta sig igenom de danska trupperna och förenades med de svenska trupperna på Möllevångshöjden.Kungens närvaro göt nytt mod i de svenska trupperna och kungen gav order om anfall. Den danska styrkan blev nu anfallen från två håll och många greps av panik och flydde slagfältet. Slutstriden ägde rum på ängarna mellan Nöbbelöv och Vallkärra, söder om Vallkärra kyrka, där svenskarna ställde till med en stor massaker, som främst drabbade de nederländska matroserna. När Helmfelt anlände dit, beordrade han att massakern skulle stoppas och att de överlevande danska och nederländska soldaterna skulle skonas. Vid halv fem på eftermiddagen hade allt motstånd upphört, och vid fem beordrades eldupphör.

## Förluster

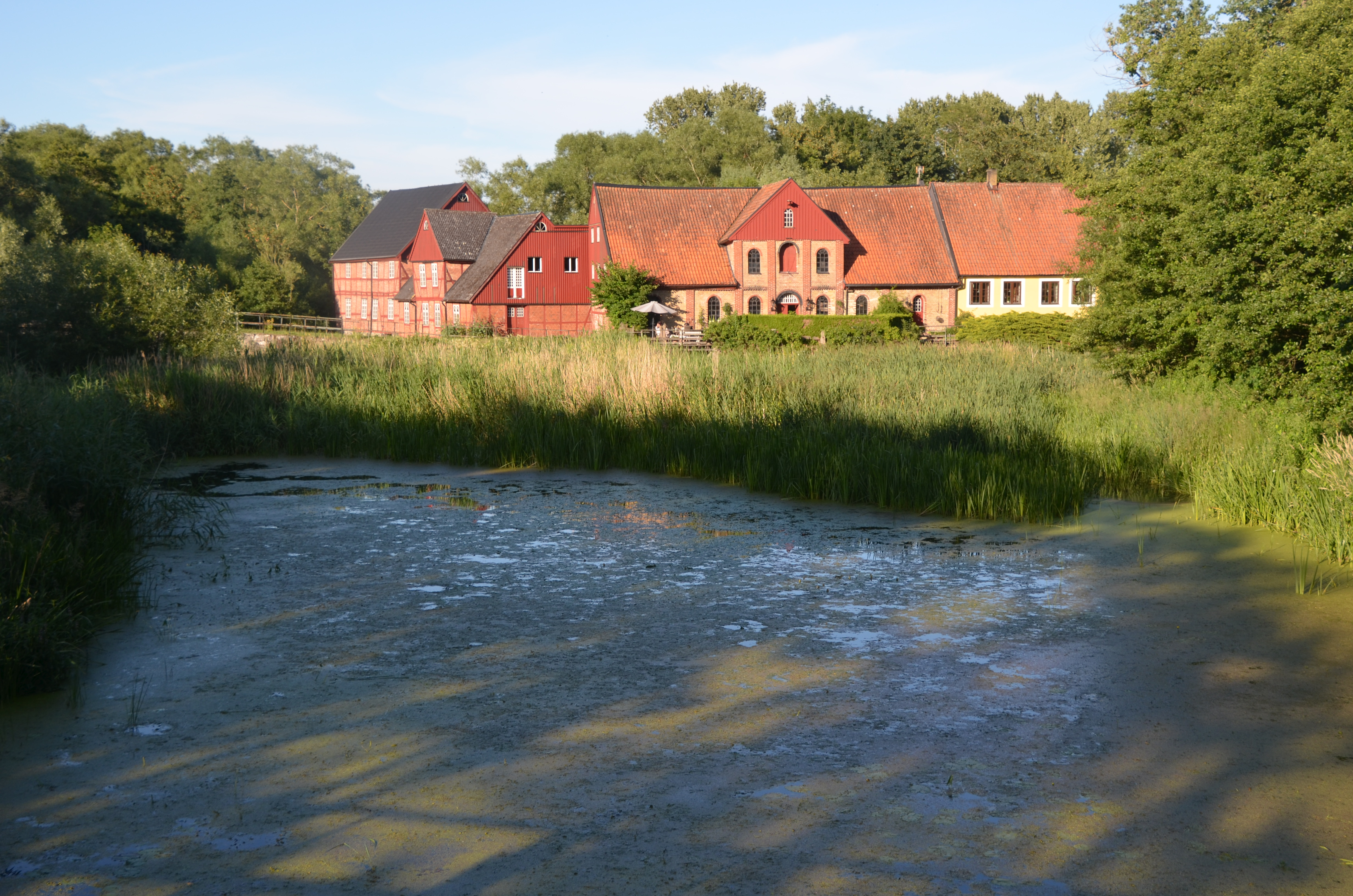
Efter slaget retirerade de danska trupperna mot Landskrona sent på eftermiddagen över isen på Kävlingeån strax nedströms Krutmöllan

Den exakta dödssiffran är okänd och de ursprungliga dokumenten angående slagets förluster är försvunna, trots att kropparna räknades nästa dag. De stupade begravdes i massgravar på fältet utan hänsyn till nationalitet. Samtida svenska källor tyder på att mellan 8 300 och 9 000 soldater från båda sidor stupade under slaget, exklusive de danskar som drunknade och de som dog av sina sår under de följande veckorna. En samtida dansk källa säger att totalt 9 300 stupade. Den svenska arméns förluster uppgår till omkring 2 500–3 000 i stupade och 2 000 i sårade exklusive runt 500 som var bara lätt sårade. Den danska armén förlorade minst 6 000–6 500 man i stupade, 2 000 tillfångatogs och 500–1 000 sårades. De nederländska matroserna var särskilt olycksdrabbade; enligt vissa källor överlevde bara 47 man ur den ursprungliga styrkan på 1 300 man. Slaget vid Lund lamslog de båda arméerna allvarligt, och är ett av de blodigaste slagen i historien när man tar hänsyn till förlusterna – nästan 70 procent – i jämförelse med det totala antalet soldater.
Den samtida skånske prästen och författaren Sthen Jacobsen skrev att svenskarna ansåg att det var "mord och inte ett fältslag".

## Efterspel

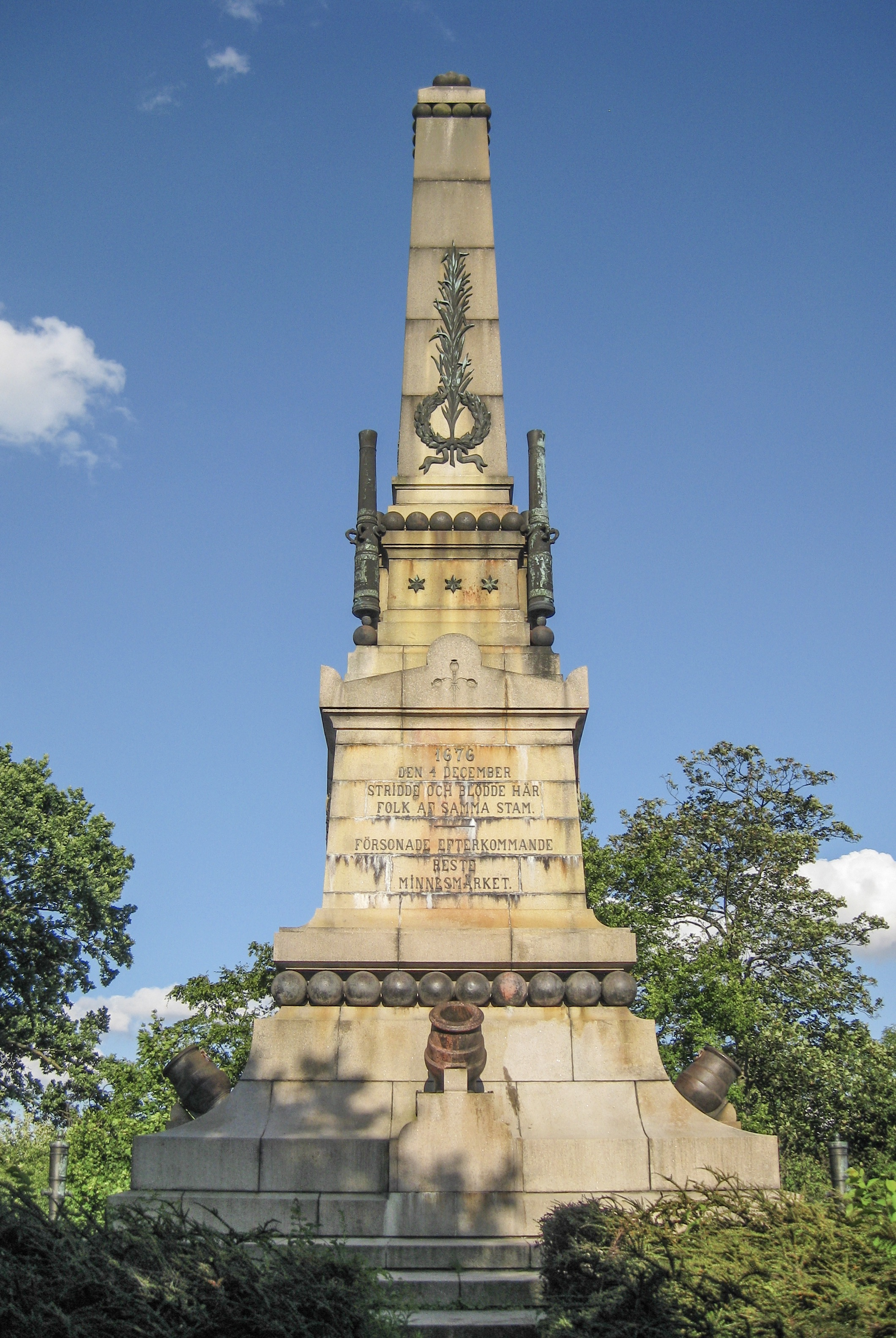
Det första monumentet på Sliparebacken i Lund restes 1882 till minne av slaget. Det revs i slutet av 1920-talet och ersattes med detta som bekostades av Skånska städernas brandstodsförening i Lund med 60 000 kronor.

Livregementet under ledning av Nils Bielke utmärkte sig under slaget och tilldelades av konungen en halmkrans som tecken för dess hjältemod. Kungen yttrade sig offentligt att slaget avgjordes av Livregementet. Samtliga ryttares familjer slapp betala mantalspenning i fem år framåt. Vissa menar att halmkransen kommer från att det delades ut halm för att användas som igenkänningstecken under själva slaget. Traditionerna vårdas idag av Livregementets husarer, Livskvadronen vid Livgardet samt 20:e Hemvärnsbataljonen (tidigare även Livregementets grenadjärer samt Livregementets dragoner) som fortfarande bär halmkransen och firar den 4 december som högtidsdag.
| ”       | Min krona satt den dagen på Bielkes värjspets. | „ |
| Karl XI |                                                |   |

Bland de faktorer som innebar att slaget slutade med svensk seger har den svenska kavalleritaktiken utpekats. Det danska kavalleriet använde karakoll, och gick ut på att det danska kavalleriet red upp på linje, avfyrade sina ryttarpistoler, och vek sedan av för nästa led som gjorde detsamma. Denna taktik var ineffektiv, då flintlåspistolerna bara var effektiva upp till 30 meter och träffsäkerheten i full ritt var låg. Man överskattade helt klart eldvapnens förmåga.  Gustav II Adolf hade för det svenska kavalleriet infört en annan taktik som innebar att kavalleriet anföll i sluten formering, sköt med pistoler mot fienden och bröt sedan in bland fienden i hög hastighet med värjorna som vapen. Hästarna kunde rida så tätt ihop att soldaterna satt knä i knä på hästryggen i en plogformad formation.
Kriget var ej slut i och med slaget i Lund men svenskarna hade nu fått ett fotfäste i Skåne och moralen i den svenska armén ökade. Efter slaget tvingades de återstående danska styrkorna att retirera till Landskrona citadell under skydd av mörkret. Under 1677 brändes många byar och städer i Skåne på order av Kristian V för att försvåra för svenskarna. Förstärkt av sina tyska allierade skulle danskarna återigen möta den svenska armén i slaget vid Landskrona i juli 1677, som slutade med en svensk seger. Samma månad upphävdes även belägringen av Malmö. Under vintern 1677 drev Johan Göransson Gyllenstierna runt i de blekingska och nordskånska socknarna för att avkräva befolkningen trohetsed till den svenske kungen i vad som kallats Edkrävartåget. De som ställde sig ovilliga därtill dräptes. Skånska friskytteförband benämndes snapphanar av svenskarna, och i edsformeln ingick att blekingar och skåningar måste ange alla friskyttar. Om man inte gjorde detta, tillämpade svenskarna stegel och hjul. Formuläret hotade även med decimering för de byar där man underlät att förråda sina egna till svenskarna. 
Kriget slutade på alla fronter 1679. Frankrike slöt å Sveriges vägnar fred med Danmark genom freden i Fontainebleau den 24 augusti 1679. En månad senare slöts även fred med Danmark i Lund den 27 september 1679. Freden i Lund bekräftade de villkor som Frankrike dikterat för Danmark i Fontainebleau. Freden lämnade Sveriges gränser intakta. Även de tyska provinserna fick i allt väsentligt behållas, detta tack vare bundsförvanten Frankrike som genom kriget stärkt sin position och vägrade acceptera mer än marginella landförluster för Sverige.

## Minnesmärken

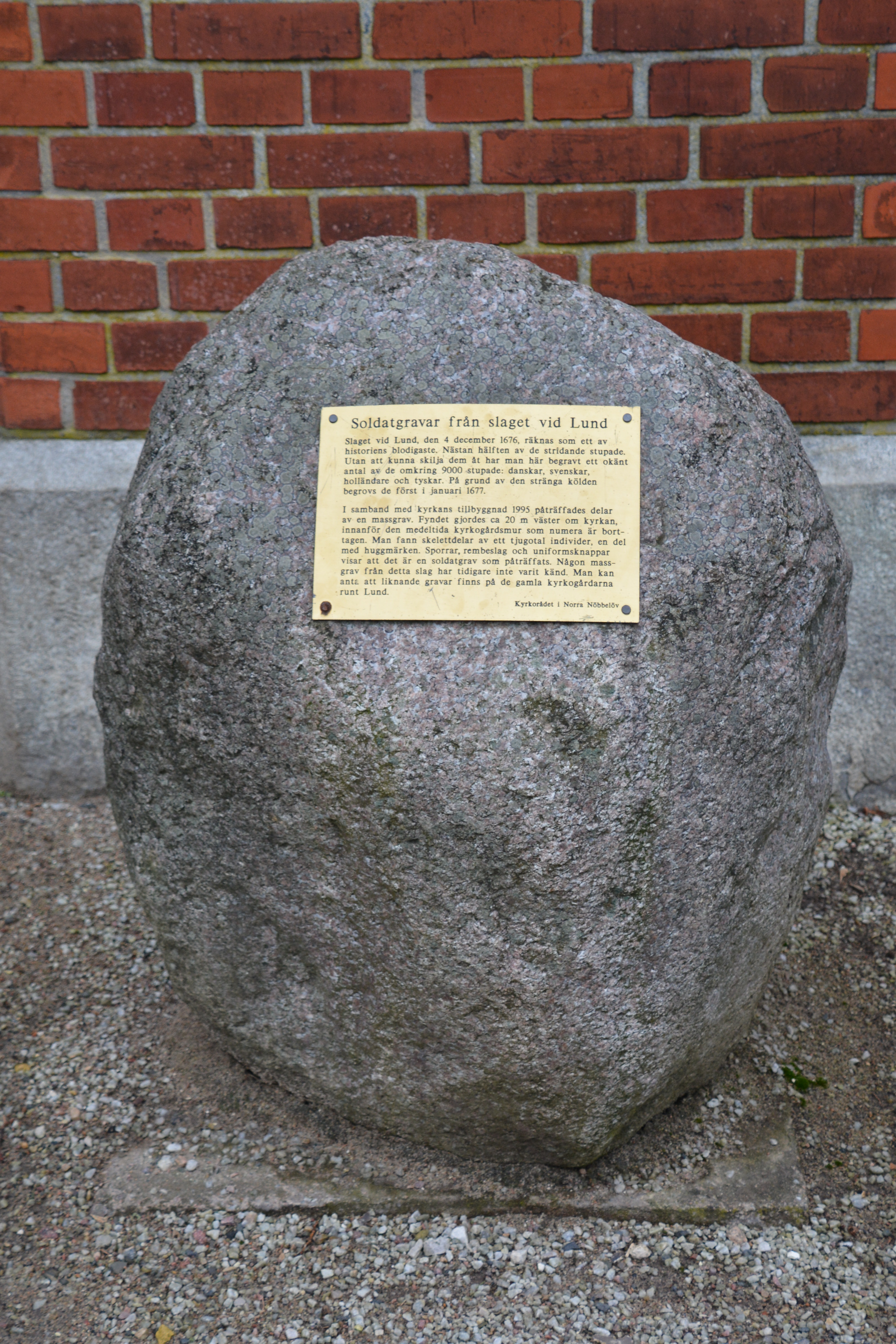
Minnessten vid Norra Nöbbelövs kyrka

- Monumentet restes vid Lerbäckshögen, strax söder om nuvarande Norra ringen.
- Vid Norra Nöbbelövs kyrka finns en minnessten över de soldater, vars kvarlevor återfanns nära kyrkan 1995 vid grävningar för ett ledningsarbete.
- Olika informationsskyltar finns vid Allhelgonakyrkan, Lerbäckshöjden och Nöbbelövs kyrka.